# Strebla cormurae
Strebla cormurae är en tvåvingeart som beskrevs av Wenzel 1976. Strebla cormurae ingår i släktet Strebla och familjen lusflugor. Inga underarter finns listade i Catalogue of Life.